# Casa Mülder
El Edificio Mülder es una construcción situada en el cruce de las calles Montero Ríos con Pablo Morillo, en Vigo (Galicia, España). Es el mejor ejemplo de arquitectura modernista actualmente existente en la ciudad, que tiene un rico patrimonio arquitectónico en este sentido.

## Historia
El edificio fue construido por Manuel Gómez Román, pero firmado por Manuel Felipe Quintana, lo cual sabemos por la tradición popular, el estilo y documentación rescatada por Garrido Rodríguez. En este edificio, su arquitecto levantará un edificio para Enrique Mülder en estilo modernista, con influencias vienesas y belgas.

## Construcción y estilo
Su estilo modernista es bien visible, en la línea de los primeros edificios de su arquitecto, como el Edificio Simeón, muy cercano. Consta de tres plantas con bajo, con un cuerpo circular en la esquina rematado por una cúpula con forma de huevo y revestida de placas cerámicas brillantes. Los vanos que abarcan dos pisos y los áticos por encima de las cornisas le dan una acentuada verticalidad a la construcción, efecto al que contribuyen también los pináculos por encima de la cubierta. Hay que destacar la esteronomía del edificio, donde las superficies planas se transforman en cuerpos salientes curvos mediante arcos abocinados de superficie alabeada. En la planta baja destaca el arco carpanel, y sobre ella hay un balcón corrido con aberturas curvas en el petril, cerrado con hierro forjado. En los  laterales de la fachada principal hay dos cuerpos laterales que sobresalen, dándole gran movilidad al edificio. Destaca en la decoración el excepcional trabajo de cantería y el uso de cerámica.

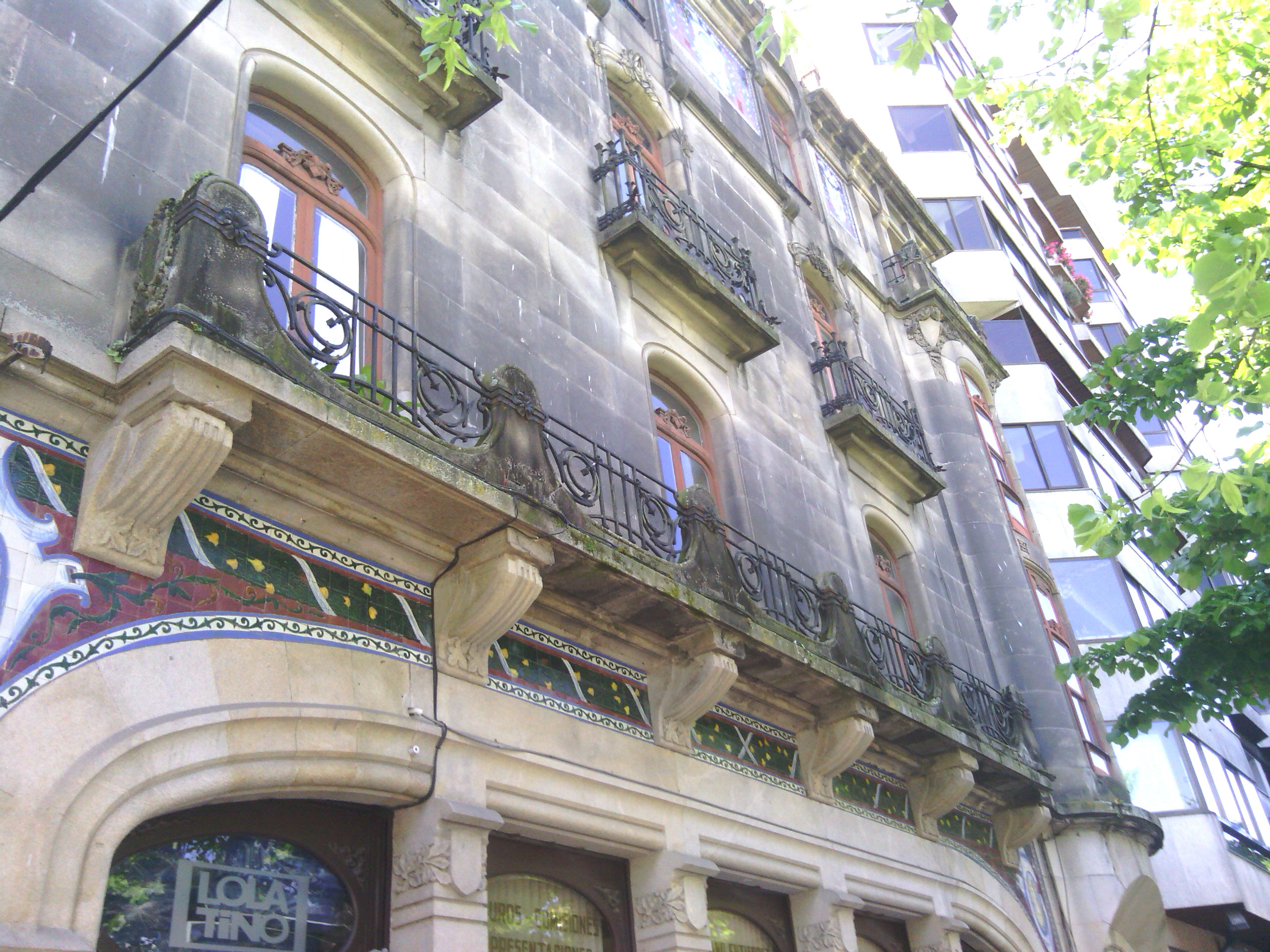
Detalle del balcón corrido de la primera planta en la fachada principal.
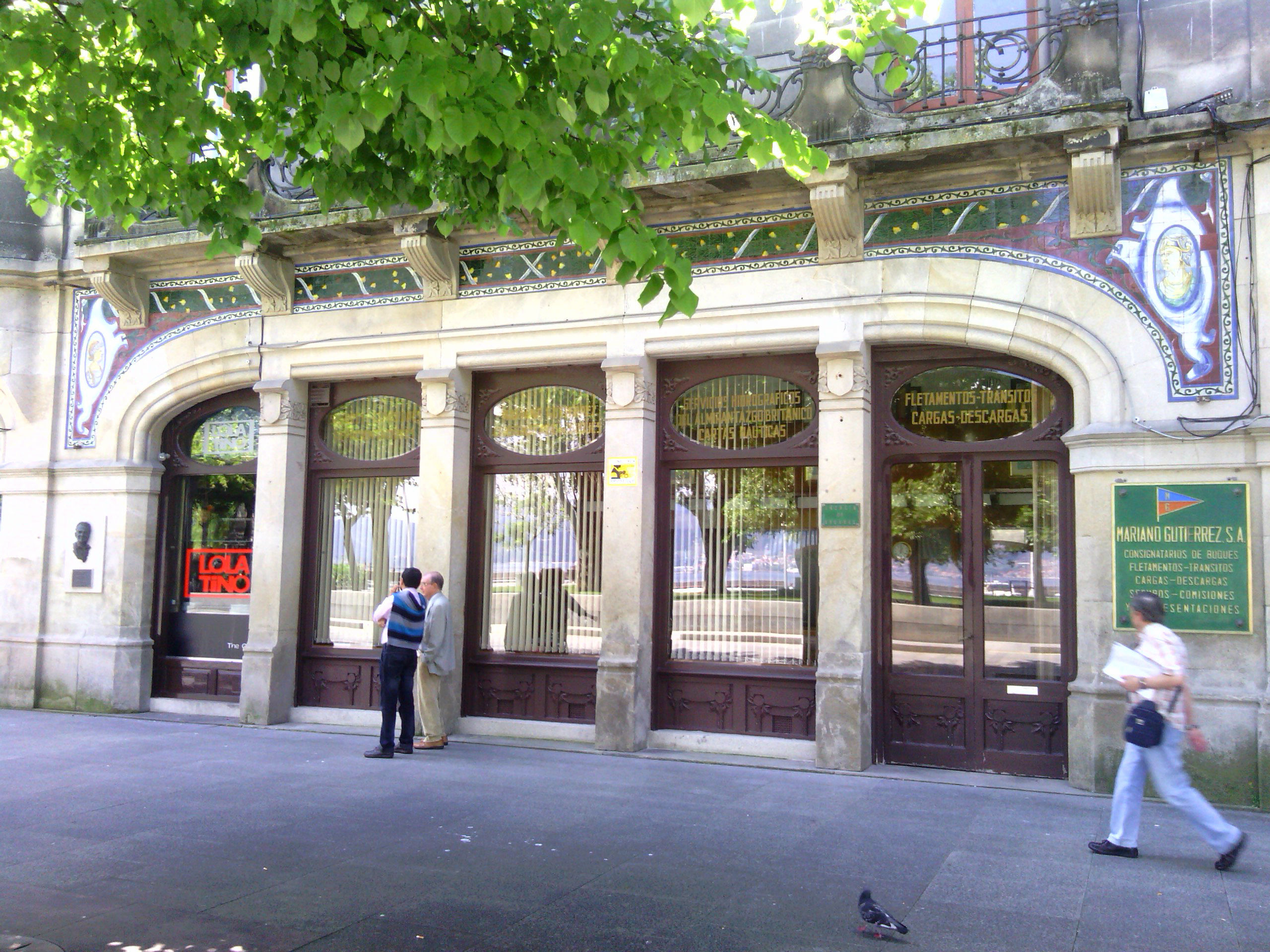
Detalle del arco en la entrada principal, para el acceso al bajo comercial.